# Dolores (Argentyna)
Dolores – miasto w Argentynie, położone we schodniej części prowincji Buenos Aires.

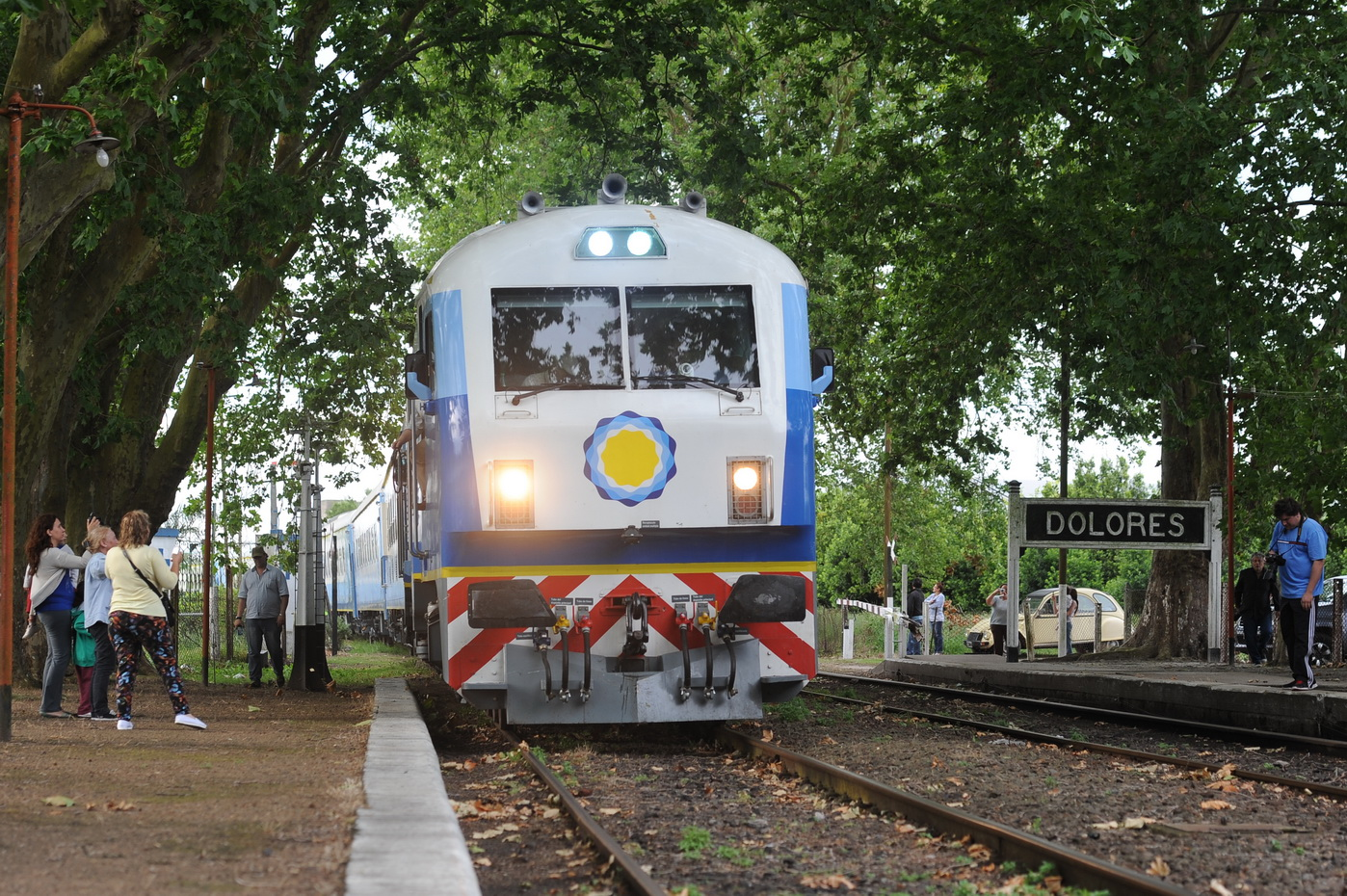
Stacja kolejowa Dolores

## Opis
Miejscowość została założona w 21 sierpnia 1918 roku. Znajduje się w niej węzeł drogowy-RP2 i RP63. Przez miasto przebiega linia kolejowa. Obecnie miasto jest ośrodkiem turystycznym.

## Kluby sportowe
- Aero Club Dolores[2].
- Golf Club Dolores[3].

## Znani urodzeni w Dolores
- Jorge Olguín – piłkarz argentyński

## Miasta partnerskie
- Dolores (Hiszpania) –
- Dolores (Urugwaj) –